# Моргунов, Илья Анатольевич
Илья́ Анато́льевич Моргуно́в (род. 29 января 1959) — российский дипломат. Чрезвычайный и полномочный посол (2023).

## Биография
Окончил Институт стран Азии и Африки при МГУ им. М. В. Ломоносова (1981). На дипломатической работе с 1985 года.
- В 1993—1997 годах — консул посольства России в Абу-Даби, ОАЭ.
- До 2003 года — советник посольства России в Ираке. В ходе частичной эвакуации посольства в апреле 2003 г. и обстреле российской автоколонны войсками США получил ранение (в голову) и контузию.
- В 2004—2006 годах — временный поверенный, советник-посланник посольства России в Ираке.
- В 2006—2008 годах — советник-посланник посольства России в Алжире.
- В 2008—2012 годах — старший советник, начальник отдела, заместитель директора Департамента Ближнего Востока и Северной Африки МИД России.
- С 2 марта 2012 по 3 октября 2016 года — чрезвычайный и полномочный посол России в Ираке[1][2].
- С 21 июня 2017 по 2021 год — главный советник Департамента Ближнего Востока и Северной Африки МИД России.
- С 9 ноября 2021 по 8 октября 2024 года — чрезвычайный и полномочный посол России в Омане[3][4].

## Дипломатический ранг
- Чрезвычайный и полномочный посланник 2 класса (7 февраля 2007)[5].
- Чрезвычайный и полномочный посланник 1 класса (16 декабря 2014)[6].
- Чрезвычайный и полномочный посол (2 октября 2023)[7]

## Награды
- Орден Мужества (10 июня 2003) — За мужество и отвагу, проявленные при исполнении служебного долга[8].
- Благодарность президента Российской Федерации (21 августа 2017) — За вклад в реализацию внешнеполитического курса Российской Федерации[9]